# Anne Voget
Anne Voget (* 14. Februar 1951 in Nürnberg; † 30. August 2011 in Erlangen) war eine deutsche Politikerin (SPD).

## Leben
Voget machte 1970 ihr Abitur und studierte danach Mathematik und Physik an der Friedrich-Alexander-Universität Erlangen-Nürnberg. Sie legte beide Staatsexamen für das Lehramt an Gymnasien ab. 1986 folgte eine Umschulung zur Datenverarbeitungs-Anwendungsorganisatorin, danach betreute sie als Angestellte im Zentralamt der Bundesanstalt für Arbeit die Rechenzentren der Arbeitsämter.
1972 trat Voget in die SPD ein. Im Vorstand des Ortsvereins und bei den Jungsozialisten nahm sie verschiedene Aufgaben wahr. Sie war stellvertretende Landesvorsitzende und im Vorstand der Arbeitsgemeinschaft sozialdemokratischer Frauen in Nürnberg tätig sowie Beisitzerin im Landesvorstand der bayerischen SPD. Von 1984 bis 1990 war Voget Stadträtin in Nürnberg, danach saß sie bis 2003 für den Wahlkreis Mittelfranken im Bayerischen Landtag. Sie starb am 30. August 2011 nach kurzer schwerer Krankheit.